# Windmotor Eernewoude 4
De Windmotor Eernewoude 4 is een poldermolen nabij het Friese dorp Eernewoude, dat in de Nederlandse gemeente Tietjerksteradeel ligt. De molen, waarvan het bouwjaar onbekend is, is een middelgrote Amerikaanse windmotor met een windrad van 18 bladen en een diameter van 5 meter. Hij werd gebouwd door de firma Adema uit Wirdum, maar in welk jaar is onbekend. De windmotor staat ongeveer 2,5 km ten noordwesten van Eernewoude nabij het Prinses Margrietkanaal in de Saiter Petten, een natuurgebied dat deel uitmaakt van het Nationaal Park De Oude Venen. De molen is alleen over water te bereiken.